# One Girl's Confession
One Girl's Confession é um filme noir estadunidense escrito e dirigido por Hugo Haas. O filme é estrelado por Cleo Moore e foi lançado em 6 de abril de 1953 pela Columbia Pictures.

## Elenco
- Cleo Moore ...Mary Adams
- Hugo Haas ...Dragomie Damitrof
- Burt Mustin ...Jardineiro
- Russ Conway ...Policial
- Gayne Whitman ...Promotor público
- Martha Wentworth ...Velha senhora
- Glenn Langan ...Johnny